# Yangzhong
Yangzhong (扬中市S, YángzhōngP) è una città-contea della Cina, situata nella provincia di Jiangsu e amministrata dalla prefettura di Zhenjiang.